# Madeleine Lartessuti
Madeleine Lartessuti, född 1478, död 1543, var en fransk bankir och redare. 
Hon var dotter till en advokat i Avignon och gifte sig med en adelsman, men lämnade maken 1502 och slog sig ned i Marseilles, där hon bedrev storhandel som redare och bankir inom medelhavshandeln. Hon var finansiär av kung Frans I av Frankrike och finansierade hans flotta i östra Medelhavet genom samarbete med vice amiral baron Bertrand d'Ornesan de Saint-Blancart, som ska ha varit hennes älskare. 